# Pashinin I-21
Pour les articles homonymes, voir I21.
Le Pashinin I-21 est un chasseur monoplan de construction mixte en bois et métal élaboré au début des années 1940. Trois prototypes de l'avion sont construits mais des difficultés de pilotage entraînent l'abandon du projet.

## Origine
À la fin des années 1930, les militaires soviétiques tirent les leçons de l'engagement de leurs avions pendant la guerre civile espagnole et l'incident de Nomonhan. Ils ont notamment observé que des avions présentaient des dommages importants sur leurs ailes à la suite de manœuvres en piqués. Pour remédier à ces problèmes, Mikhail Pashinin, ingénieur pour l'OKB Polikarpov, propose aux autorités soviétiques en 1939 le projet d'un avion aux ailes spécialement dessinées et comportant une faible cambrure. Il est également prévus d'utiliser les gaz d'échappement pour améliorer les performances de l'appareil.
La production des prototypes, désignés comme IP-21, démarre en janvier 1940. Le moteur prévu, le Klimov M-107 n'étant pas disponible, les avions construits seront équipés des modèles M-105 ou M-105P.

## Description et exemplaires
Le Pashinin I-21 est un monoplan monomoteur à ailes basses. Les ailes présentent un profil NACA de type 0012 près du fuselage, pour s'affiner vers un profil de type 0009 vers les extrémités. La structure de la plus grande partie de l'appareil est composée de tubes d'acier sur lesquels sont assemblés des panneaux de contre-plaqué. Seul l'avant du fuselage comporte un revêtement en plaque de duralumin. Le train d'atterrissage principal comme la roulette de queue sont rétractables. Le cockpit est surmonté d'une verrière basculant sur le côté à l'ouverture.
Le premier prototype est terminé le 1er mai 1940. Il est armé d'un canon BT-23 tirant à travers le moyeu de l'hélice et de deux mitrailleuses ShKAS disposées sous le capot.  Le premier vol a lieu le 18 mai 1940 avec le pilote P.M. Stefanovskii aux commandes[réf. nécessaire].
Dès les premiers vols, l'appareil est difficile à piloter, se montrant souvent instable. Sa vitesse d'atterrissage reste élevée, nécessitant une longueur de piste importante. Les tests officiels débutent cependant à partir du 5 juillet 1940 et quatre autres prototypes sont prévus, chacun devant intégrer des modifications pour remédier aux défauts de pilotage.
Le second exemplaire comporte ainsi un empennage vertical plus grand et une courbure plus importante sur les parties extérieures des ailes.
Le troisième prototype intègre une aile entièrement redessinée et vole en janvier 1941.
Aucune des modifications n'améliore de façon significative le comportement de l'appareil et le projet est abandonné en avril 1941.